# Elgg (logiciel)
Elgg est un logiciel libre permettant de mettre en place un réseau social en ligne. Il fournit notamment des outils de blog, de microblogging, de partage de fichiers, de mise en réseau des profils d'utilisateurs, de gestion de groupes d'utilisateurs, d'agrégation de données et de nombreuses autres fonctionnalités.

## Historique
Elgg a été créé en 2004 par Dave Tosh, alors étudiant de troisième cycle, et Ben Werdmuller, alors développeur web qui s'était impliqué depuis 1995 dans la construction et l'animation de communautés en ligne. Les premières versions du logiciel proposaient une application de la notion de réseau social à l'enseignement en ligne. Par la suite, ils ont fondé la société Curverider Ltd pour poursuivre le développement du logiciel et fournir des services en relation avec lui. Elgg est depuis lors devenu un logiciel aux usages multiples, produit par une large équipe de développeurs. En avril 2009, Werdmuller a quitté le projet.
En décembre 2010, Curverider est acquis par Thematic Networks et Elgg est transféré à la Fondation Elgg,,.
Elgg peut être librement téléchargé et utilisé. Il est diffusé sous la licence GPL, éditée par la Free Software Foundation. Le noyau (Elgg core) est également disponible sous licence MIT. Elgg fonctionne sur des serveurs de type LAMP (Linux, Apache ou nginx, MySQL ou MariaDB, et PHP).

## Versions et politique de support
Les versions de Elgg suivent un versionnage sémantique et sont notées sur trois nombres (x.y.z) :
- les versions majeures sont notées par le premier nombre (x.y.x)
- les versions mineures correspondent à des évolutions fonctionnelles, et sont notées par le deuxième nombre (x.y.z) ;
- le dernier chiffre (x.y.z) indique des mises à jour de sécurité ou de petites évolutions ("bugfix")

La politique de support précise que "dans chaque version majeure, la dernière version mineure est désignée pour le support à long terme (« LTS ») et recevra des corrections de bogues jusqu’à 1 an après la sortie de la prochaine version majeure, et les correctifs de sécurité jusqu’à la 2ème version majeure suivante".
En moyenne, la durée de support des versions LTS est de 4 à 5 ans, tandis que deux versions LTS coexistent en moyenne pendant 3 ans.
Le processus de développement et de publication intègre un processus test et de validation qui vise à éprouver et vérifier la stabilité et la rétrocompatibilité de chaque nouvelle version majeure, avant d'en publier une version "Stable" (pouvant être utilisée en production).
Le développement communautaire de Elgg est géré via Git sur la plateforme Github depuis 2016. Auparavant, l'équipe du noyau utilisait Sourceforge, et Trac pour le suivi des bugs.

### Elgg 1.x.x
- 1.0 : la version 1.0 de Elgg a été publiée le 18 août 2008. Cette première version stable incluait de nombreuses fonctionnalités nouvelles (import et export de données, support OpenDD) et était construite sur un modèle de données complètement revu.
- 1.5 : la version 1.5.0 a été publiée en mars 2009 et marque un tournant vers un framework de réseau social plus généraliste.
- 1.6 : la version 1.6.0 a été publiée en août 2009 ; c'est la dernière version avant le changement d'API. Les plugins de la version 1.5 sont généralement utilisables sans adaptation en version 1.6.
- 1.7 : la version 1.7.0 du logiciel a été publiée en mars 2010 et marque une normalisation de l'API. Cette version implémente diverses améliorations, la correction de bugs anciens, une sécurité améliorée, la gestion des dépendances entre plugins. Une compatibilité ascendante est maintenue avec les plugins des versions antérieures, assortie d'informations à destination des développeurs pour faciliter la mise à jour des anciens plugins.
- 1.8 : la version 1.8.x a été publiée en septembre 2011 : les améliorations portent notamment sur l'interface utilisateur.
- 1.12 : la dernière version de Elgg 1 publiée en juillet 2015 constitue la première version LTS. La dernière version a été publiée en avril 2019.

### Elgg 2.x.x
- 2.0.0 : La première version de Elgg 2 a été publiée en juillet 2015.
- 2.3 : la version LTS de Elgg 2 a été publiée en novembre 2016, avec une dernière version publiée en avril 2021.

### Elgg 3.x.x
- 3.0.0 : La première version de Elgg 3 a été publiée en janvier 2018.
- 3.3 : la version LTS de Elgg 3 a été publiée en janvier 2020 et est la version recommandée en 2021.

### Elgg 4.x.x
- 4.0.0 : la première version de Elgg 4 publiée en juin 2021 est une pré-version en cours de développement publiée à des fins de test.

## Communauté francophone
Une communauté Elgg francophone, constituée par un collectif d'utilisateurs francophones du logiciel à l'issue d'une rencontre "Accélérateur des Possibles" puis d'un premier BarCamp organisé par la FING , a été active entre 2009 et 2019 sur un site indépendant de la communauté Elgg internationale.
Le site proposait un support et des espaces de discussion et d'échange communautaires aux utilisateurs francophones du logiciel. La documentation officielle - alors exclusivement en anglais - y était également traduite en français. Par la suite, une vitrine a permis aux développeurs et éditeurs de sites construits avec Elgg de présenter leurs réalisations, et un espace de petites annonces offrait d'échanger des besoins et offres de services.
Des échanges entre la "core team" de Elgg et des membres de la communauté francophone ont permis d'introduire en 2012 les questions d'accessibilité dans les guides de conception du logiciel, en lien avec les travaux menés par l'Assemblée des Départements de France et le Conseil Général de l'Essonne pour proposer aux collectivités une solution opensource de réseau social interne, et améliorer l'accessibilité de la distribution francophone "Départements en réseaux", maintenue par la suite sous le nom d'ESOPE (Environnement Social Opensource Public avec Elgg).
Plusieurs barcamps, événements, ainsi qu'une série de rencontres "Elgg Apéro" accueillies par des membres de la communauté, ont également été organisés entre 2009 et 2015. Elgg a fait l'objet d'une présentation plénière lors de l'édition  2011 (à Lyon), puis d'un atelier lors de l'édition 2012 (à Euratechnologies, Lille) de la conférence fOSSa organisée par Inria sur les logiciels libres.
L'évolution de la politique communautaire de la Fondation Elgg, et notamment l'internationalisation de la documentation de Elgg (traduit de manière communautaire via Transifex) ont conduit à la fusion de cette communauté au sein de la communauté internationale, et à la fermeture définitive du site de la communauté Elgg francophone en 2019.